# Ancillae Sanctae Ecclesiae
Ancillae Sanctae Ecclesiae es un instituto secular femenino de la Iglesia católica de derecho pontificio, fundado por la política y activista alemana Ellen Ammann en la ciudad de Múnich, en 1919.

## Historia

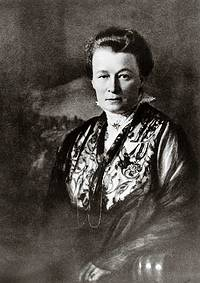
Ellen Amann (1870-1932), fundadora del instituto.

La política y activista católica alemana Ellen Ammann, miembro del Parlamento Regional Bávaro, luego de haber fundado la Federación Alemana de Mujeres Católicas, con siete miembros más de dicho instituto, inició la obra Ancillae Sanctae Ecclesiae (1919) con el fin de consagrarse a Dios, pero sin abandonar el ambiente secular. La aprobación del obispo Michael von Faulhaber les concedió el título de pía unión, primer paso para constituirse en una congregación religiosa, sin embargo, Ammann y sus compañeras no tenían pensado ser religiosas, ni hacer vida común, sino intentar ser diaconisas, al estilo de la primitiva comunidad cristiana.
El instituto recibió la aprobación formal diocesana el 19 de agosto de 1921 y como instituto secular de derecho diocesano el 20 de agosto de 1952 y de derecho pontificio el 25 de marzo de 1981.

## Organización
Ancillae Sanctae Ecclesiae es un instituto secular dividido en seis regiones autónomas: Múnich, Fuerstenfeldbruck, Núremberg, Berlín, Mannheim y Dortmund, cada una con su presidente. A nivel general tienen unos estatutos o normas de cooperación y nombran una presidente, que vive en la sede central de Múnich.
Las mujeres miembros del instituto hacen votos de obediencia, castidad y pobreza, sin abandonar el ambiente secular y sin hacer vida comunitaria, intentan vivir al estilo de las primeras diaconisas de la Iglesia y se comprometen, en sus propios ambientes, a vivir la Eucaristía, la oración, la meditación y la lectura de las Sagradas Escrituras. En 2015, el instituto contaba con unas 50 miembros presentes todas en Alemania.